# Callibryon
Callibryon là một chi rêu trong họ Polytrichaceae.